# مانژ

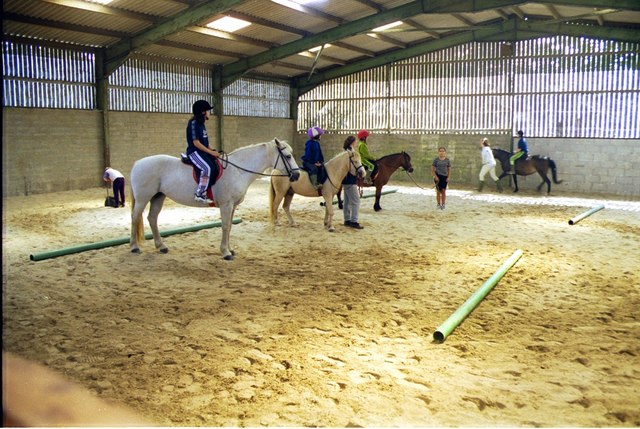
تصویری از یک مانژ

مانِژ (به فرانسوی: manège) محوطه‌ای ویژهٔ آموزش اسبان و سوارکاران است.